# Jędrzejów
Jędrzejów (uitspraakⓘ) is een stad in het Poolse woiwodschap Święty Krzyż, gelegen in de powiat Jędrzejowski. De oppervlakte bedraagt 11,37 km², het inwonertal 16.795 (2005).

## Verkeer en vervoer
- Station Jędrzejów

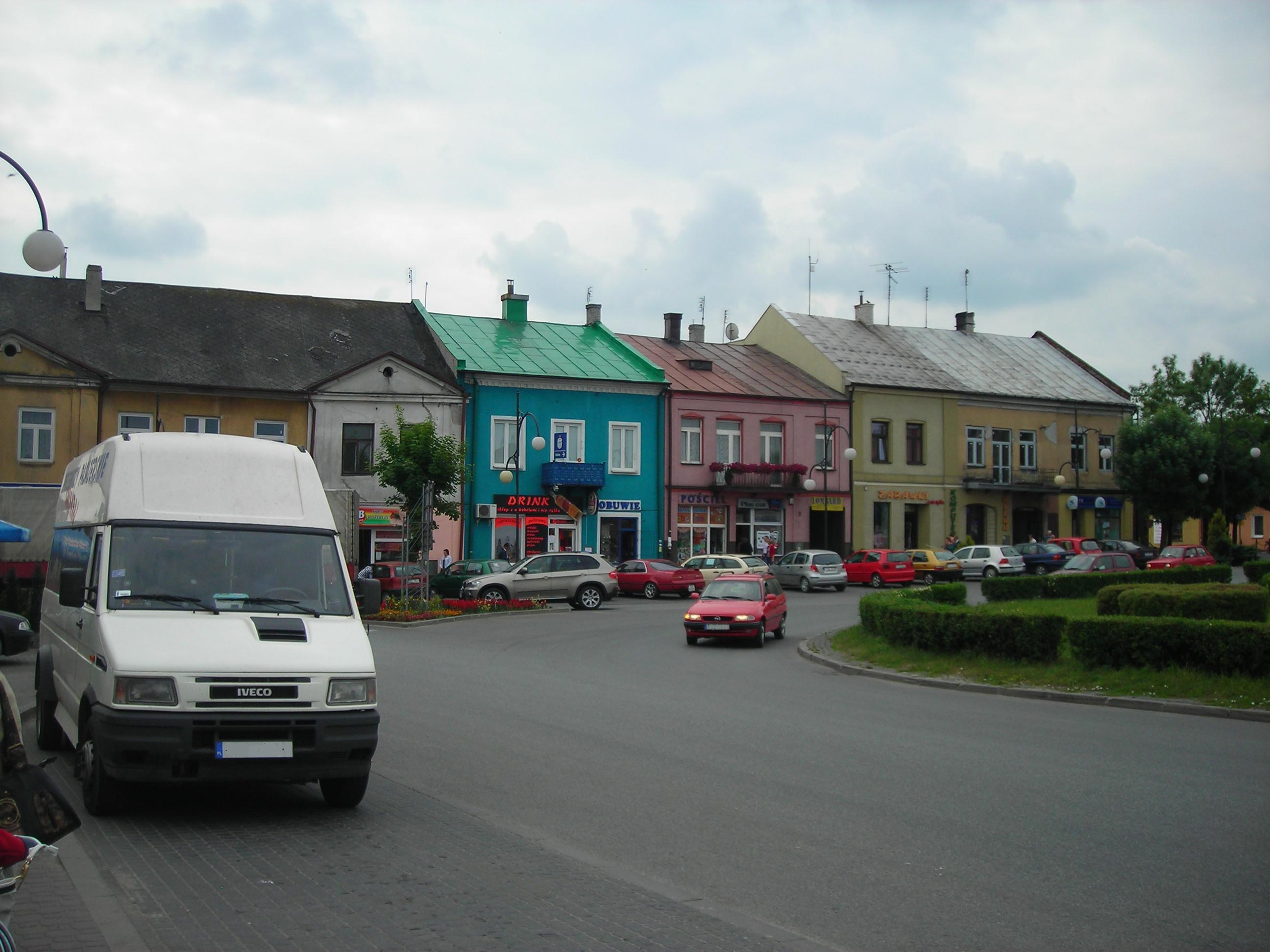
Het centrale plein (Rynek)
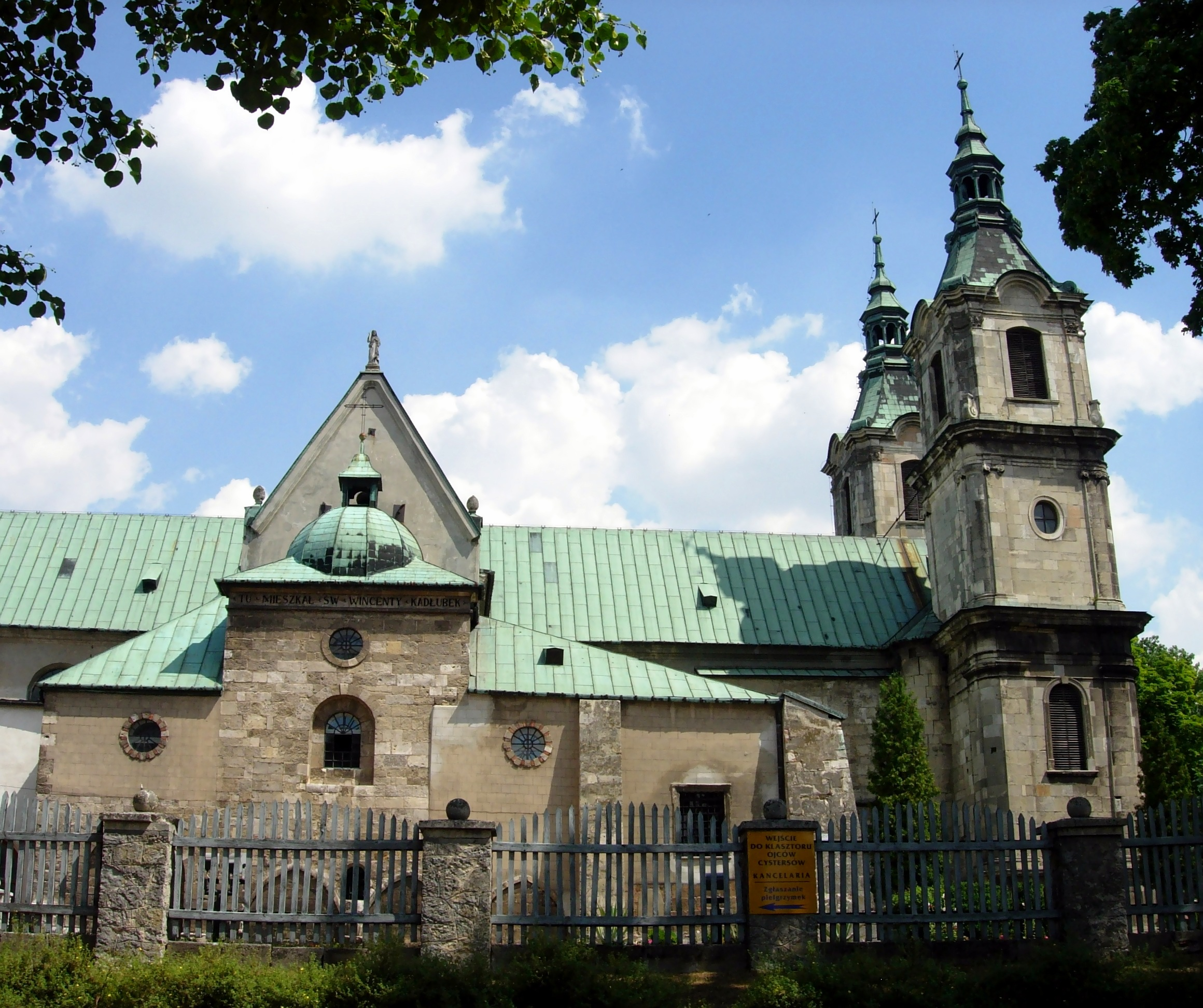
De grote kerk van Jędrzejów